# San Pablo Jocopilas
San Pablo Jocopilas är en kommunhuvudort i Guatemala.   Den ligger i departementet Departamento de Suchitepéquez, i den sydvästra delen av landet, 100 km väster om huvudstaden Guatemala City. San Pablo Jocopilas ligger 639 meter över havet och antalet invånare är 20 259.
Terrängen runt San Pablo Jocopilas är lite bergig, och sluttar söderut. Runt San Pablo Jocopilas är det ganska tätbefolkat, med 248 invånare per kvadratkilometer. Närmaste större samhälle är Mazatenango, 7,9 km sydväst om San Pablo Jocopilas. I omgivningarna runt San Pablo Jocopilas växer huvudsakligen savannskog.